# Jorge Larena
Jorge Larena Avellenada Roig (ur. 29 września 1981 w Las Palmas de Gran Canaria) – hiszpański piłkarz, grający na pozycji pomocnika. 
Debiutował w UD Las Palmas w 1997 roku. W 2002 przeszedł do Atlético Madryt; w 2005 rozpoczął grę w Celcie Vigo. W 2008 roku wrócił do Las Palmas.